# Guarda bots de Calella de Palafrugell
Els guarda bots de Calella de Palafrugell són un conjunt arquitectònic de la localitat d'aquest nom (Baix Empordà), catalogats com a bé cultural d'interès local.

## Descripció
Són petites construccions molt simples de maó, cobertes amb volta de maó o en alguns casos més moderns, embigats, situades a la platja, típiques de la costa, de les quals a Calella se n'han conservat diversos conjunts. En alguns casos, els guarda bots se situen sota els carrers, aprofitant el desnivell.